# Carl Lagerblad
Carl Knutsson Lagerblad, född 19 maj 1656 i Vimmerby landsförsamling, Kalmar län, död 10 januari 1693 i Ukna församling, Kalmar län, var en svens häradshövding.

## Biografi
Carl Lagerblad föddes 1656 på Vinketomta i Vimmerby landsförsamling. Han var son till borgmästaren Knut Månsson och Margareta Eriksdotter Brunsvik. Lagerblev blev 16 oktober 1673 student vid Uppsala universitet och 1684 auskultant i Svea hovrätt. Han  blev 1688 häradshövding i Norra och Södra Tjusts tingslag. Lagerblad adlades 13 mars 1689 till Lagerblad och introducerades samma år i Sveriges riddarhus som nummer 1175. Han avled 1693 på Stensnäs herrgård i Ukna församling och begravdes i Sankta Gertruds kyrka, Västervik, där ett vapen sattes upp över honom.
Lagerblad ägde gården Rorstad i Ukna socken.

### Familj
Lagerblad var gift med Clara Larsdotter Fahlström. De fick tillsammans barnen Clara Lagerblad (död 1703) som var gift med ryttmästaren Lorentz Lagerberg vid Västgöta tremänningskavalleriregemente, Carl Lagerblad (1689–1699), kaptenen Knut Lagerblad (1689–1718) vid Hälsinge regemente, kanslisten Lars Lagerblad (1690–1734) på kungliga kansliet och Gustaf Lagerblad (född 1691).